# 山本五十六
山本五十六（日语：／ Yamamoto Isoroku，1884年4月4日—1943年4月18日），日本海軍軍官，曾留学美国哈佛大学，第二次世界大战期间担任日本海军联合舰队司令长官。
山本五十六在日本海军中历任重要职位，进行了多项重大变更与改革，尤其是參與了日本海军航空兵部队。在太平洋战争早期担任日本海军联合舰队司令长官，并策划或指挥了数次战役，例如偷襲珍珠港以及中途岛战役。1943年山本搭乘一式陸上攻擊機前往所罗门群岛前线视察的途中，其座机遭美军雷克斯·巴伯所駕駛的P-38闪电式战斗机攔截並击落。山本之死对日本军队士气和指揮能力造成了沉重打击。因此他成為日本帝國和二戰以來僅有一位可享受國葬禮遇的平民兼軍官，也是日本近代史中僅三位可受到國葬的平民之一（戰後唯二為平民舉辦國葬的為前首相吉田茂和安倍晉三）。

## 早年生涯
「山本五十六」出生于新潟縣长冈市，当时名叫「高野五十六」（日语： Takano Isoroku ?）。他的父亲高野贞吉是旧长冈藩高野氏的贅婿，与高野氏的女儿高野峰子结婚后承袭高野的姓氏。五十六是高野家第六个儿子，出生于高野贞吉56岁那一年，因此得名。当时其父亲56岁，母亲45岁。
1904年高野五十六毕业于江田岛海军兵学校，不久后以少尉候补生的身份在日进号装甲巡洋舰上参加日俄战争。日本海海战中被俄舰的砲火流彈炸斷左手食指与中指。
1916年经牧野忠笃子爵介绍，高野五十六过继到旧长冈藩家老山本家，成为山本带刀的义子，此后改名山本五十六。同年，山本五十六毕业于日本海軍大學校（第14期）。1917年（大正6年）1月、因為患傷寒，在療養中卻併發闌尾炎為生命帶來的危險，在大手術後恢復後，回到故鄉長岡休養到翌年6月左右。擔任護士的姪女高野京在這之間照護護理他的病。七月，擔任海軍省軍務職員後，海軍教育本部成為他第一工作。在此時，經過友人介紹對三橋禮子，相親後8月31日完婚。

## 海军假日时代

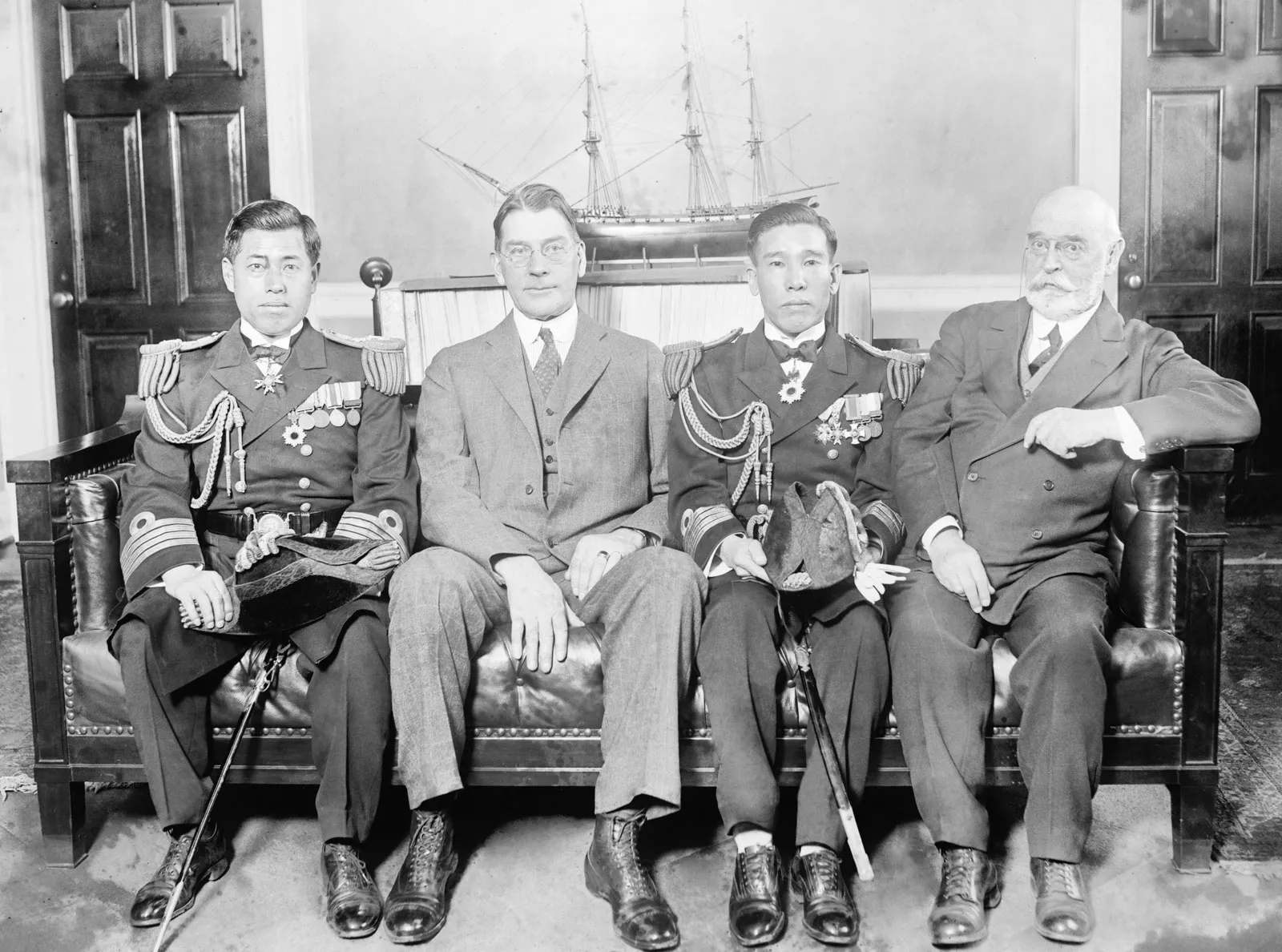
山本五十六与美国海军部长科提斯·韦伯的合照。

山本五十六曾于1919年到1921年在美国哈佛大学学习，又曾担任日本驻美大使馆海军武官，因持有亲美思想而在日本海军内成为少数派。1923年山本晋升为海军大佐，1924年就任日本海军霞浦航空隊教育長兼副隊长，重视不在华盛顿海军条约裁减范围之内的海军航空兵建设，并将自己的专业从砲术转为航空兵。1928年山本首次指挥军舰，成为五十鈴號輕巡洋艦（長良級輕巡洋艦第二舰）的舰长。此后又调任赤城号航空母舰舰长。 
由于上级认为参加裁军谈判的外交官们需要一位海军军官陪同，山本于1930年作为海军少将参与伦敦海军会议，并于1934年再次以海军中将的身份参与第二次伦敦海军会议。山本是海军航空兵的坚定支持者，此后历任海军航空本部技术部长和第一航空战队司令官。山本强烈地反对日军于1931年入侵中国东北，于1937年与中国爆发全面战争，以及反對加入德意日三国轴心，他的反對行為亦受到支持和德國、意大利結盟的日本陸軍及部份日本海軍大將反對。。1937年，中日战争中身为日本海军省次官的山本就日军在长江轰炸并击沉美军内河砲艦帕奈号事件（USS Panay）一事向美国驻日大使约瑟夫·格鲁道歉，此事使他成为日本右翼军人的刺杀目标。

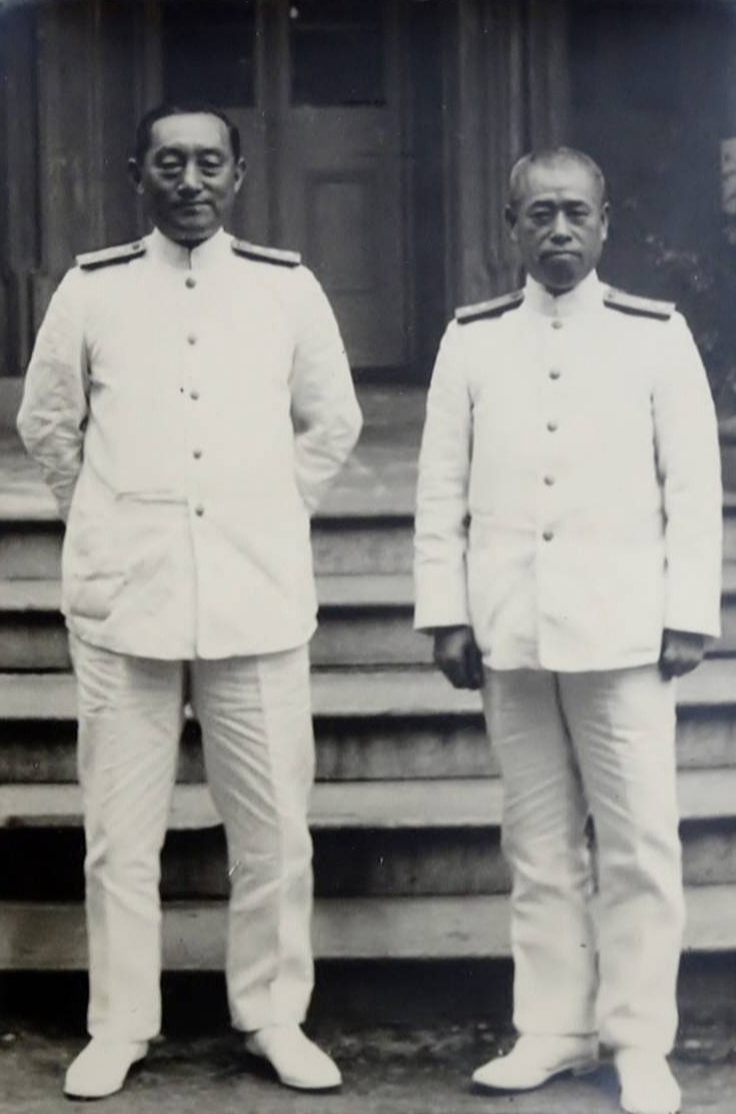
山本五十六与米内光政的合照。

1938年，陆续有少壮派日本海军、陆军军官开始公开苛责少数亲美或反对三国轴心的高级军官为“损害日本的应得利益”，受指责者包括山本五十六、米内光政、井上成美（三人也得到「海軍三羽烏」之稱）。此时的山本连续不断地收到军国主义者发来的恶意邮件及刺杀威胁，但山本的反应却是消极而平和的。山本写道：
|  | 对于军人来说为国捐躯乃是最高荣誉，如同名将之花凋零于恶战之后。即使是被宵小之辈所害，这位战士仍旧会被视为死于国难而被铭记。一人的生死只是等闲之事，只有帝国的命运才是重要的。......此身可灭，志不可夺。 |

日本陆军厌恶于山本不断反对三国轴心的言论，派出宪兵队“保卫”山本，实际上是监视居住。山本为了防备暗杀甚至在家里放了机关枪。不久，1939年8月30日，山本被调离海军次长的职位，出任日本帝国海军联合舰队司令。这是米内光政海相下台前最后的举措之一，使山本能在海军舰艇上办公，躲过可能的刺杀威胁。米内很确定如果山本留在岸上，则一定会在1939年内被刺杀。

## 1940-1941
1940年12月15日，山本晋升为海军大将。此时正当东条英机上台组阁，舆论一般认为只要此人得势，山本一定会被罢免。早在山本担任日本海军省次官的时代，就与东条在出兵占领中国东北的问题上多有冲突。舆论推测东条会将山本派去管理横须贺镇守府，“一个拥有宽敞办公室、响亮头衔且绝无实权”的职位。但是当东条颁布了他的新政府班子，山本却被留在了联合舰队司令的位置上未受影响，即使他的观点与东条和那些热衷于与欧美开战的军国主义分子大相径庭。山本未遭罢免的理由包括他在海军内部无可取代的崇高地位，以及他与日本皇室良好的私人关系。昭和天皇与山本一样，是对西方世界满怀敬畏的人物。此外，山本也获得了海军军官们的支持。
|  | 除山本大将外，别无其他军官有足够的能力将联合舰队引向胜利。他对珍珠港的攻击帮助日本海军度过了历史上最严酷的考验。而在经他多次提点后，海军将领们才发现山本是正确的，这场战争的胜败取决于时间与燃料。大多数海军将领都对油料紧缺感同身受，同时日本商船队的损失也将使舰队处于更危险的境地。 |

最后山本留在了联合舰队司令的位置上。由于内阁被东条所把持，日本陆军将日本海军引入一场山本一直极力反对的战争已经无法避免。他在写给某民族主义者的信中写道：
|  | 如果日本真的与美国开战，那么仅仅占领关岛和菲律宾是不足够的，甚至占领夏威夷和旧金山仍不足够。若要确保胜利，我们将不得不一直攻打到华盛顿去，在白宫裏胁迫对方签订停战协议。我怀疑那些（轻言战争的）政客们对这些必将付出的代价和牺牲有没有心理准备。 |

这段话被军国主义者剪掉最后一句后大肆宣传，美国也据此相信日本具备侵占美国本土的野心。被漏掉的最后一句则表明山本对这场将对日本造成重大损害的战争的担忧。即使如此，山本接受了战争将近的事实，制定了一个偷袭珍珠港、全歼美国太平洋舰队并同时夺取东南亚的石油及橡胶产地的速胜计划。对东南亚的进攻重点将是荷属东印度，婆罗洲和马来亚。在海军事务上，山本反对建造大和号及武藏号等超级战列舰的计划，认为这是浪费资源。

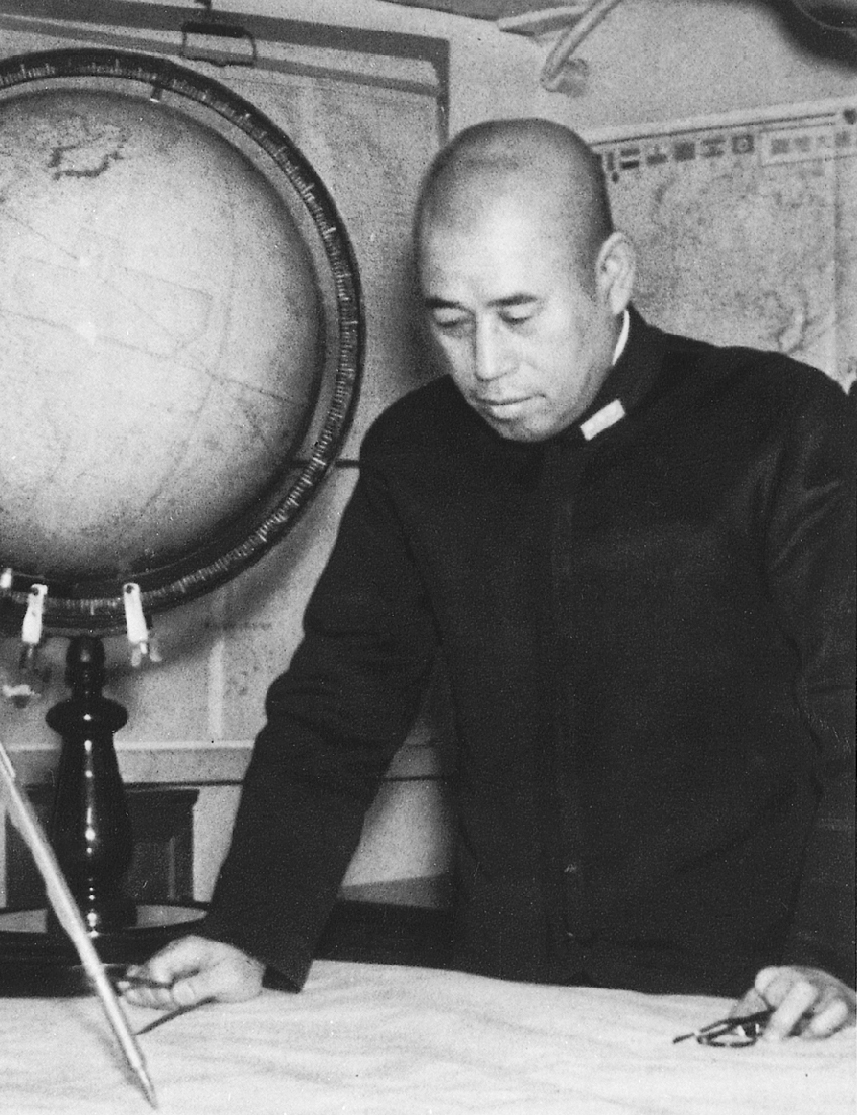
山本五十六，美国档案照片。

山本对日本海军航空兵的发展作出了显著贡献。除了在他所策划或指挥的偷袭珍珠港及中途岛战役中广泛使用航空母舰和舰载机之外，山本对陆基航空兵部队也有促进作用，例如他影响了九六式陆攻和一式陆攻等轰炸机的开发。山本要求这些中型轰炸机拥有更高的航程并能装备鱼雷，这符合日军对美国海军横跨太平洋的渐减战略。但这些远程轰炸机开发成功后，却没有远程的战斗机给它们提供护航，而这些轰炸机采用的轻便结构使它们在加满燃料后非常容易被击落。以致此后一式陆攻得到了“飞行打火机”的绰号。山本就在一架这种飞机上阵亡。
G3M和G4M的航程加速了远程战斗机的开发。其中一个成果就是后来拥有优秀航程和一流近战机动性的零式战斗机。但是上述优势是在牺牲机体强度和装甲防护的前提下取得的，导致零式战斗機在二战中的伤亡率非常高。
随着战争的逼近，山本又将注意力转向对海军战略战术的改进，但效果仍旧有争议。在能力出众的青年军官如源田实的启发下，山本将日本海军航艦分散编队的建制改编为第一航空舰队，一支囊括日本海军六艘大型舰队航艦的混合部队。这次改编使部队具备了强大的进攻能力，但同时也将所有宝贵的舰队航艦集中为一个容易攻击的目标，这些优势与劣势都将在战争中获得充分体现。山本还主持组建了以岸基航空兵为主力的第11航空战队，该单位主要由G3M与G4M轰炸机构成，此后参与对菲律宾的攻击并击沉了英国皇家海军的威尔士亲王号战列舰以及反击号战列巡洋舰。
1941年1月，山本又进一步彻底地改进了日本海军的战略思路。在此前20年间日本海军一直是阿尔弗雷德·赛耶·马汉海权理论的信徒，据此制定了一个渐减邀击作战：以轻型水面舰艇，潜艇以及岸基航空兵在美国海军舰队横跨太平洋过程中不断将其削弱，最后由日本海军主力在北菲律宾海（约在马里亚纳群岛与琉球群岛之间）的一次“决战”中，以战列舰对战列舰的传统战列砲击战法将美国海军全数消灭。
山本敏锐地指出这种计划即使是在日本自己的兵棋推演中也從未成功过，并指出美国真正的战略优势在于国内生产能力的强大。山本建议与其冀望于先削弱再决战的防御性计划，倒不如主动进攻。山本期待——但可能并不相信——如果能在战争的初期便重创美军，也许就能促使后者坐到谈判桌边早早求和。但事实上，由于日本事先并未送达宣战文书，对珍珠港的攻击激起了美国人的公愤并声明有仇必报、决不妥协。山本对这一情况的态度后来被艺术包装为电影《虎！虎！虎！》中关于“沉睡的巨人”的著名台词。
海军参谋本部对山本的奇袭计划缺乏热情，导致山本不得不利用他在海军内部的声望，以辞职要挟。永野修身海相和海军参谋本部被迫答应了山本的要求，不过只允许山本发动偷袭珍珠港。在军事史上偷袭是颇为常见的开战手法，日军期待这次打击能给他们赢得至少六个月的战略优势，在没有美国海军阻挠的情况下进攻荷属东印度的资源产地。
第一航空舰队在准备偷袭珍珠港的过程中解决了一系列技术难题，包括如何在珍珠港的浅水中发射鱼雷，如何将战列舰主砲用的穿甲弹改装成航空炸弹等。

### 1941年12月，珍珠港

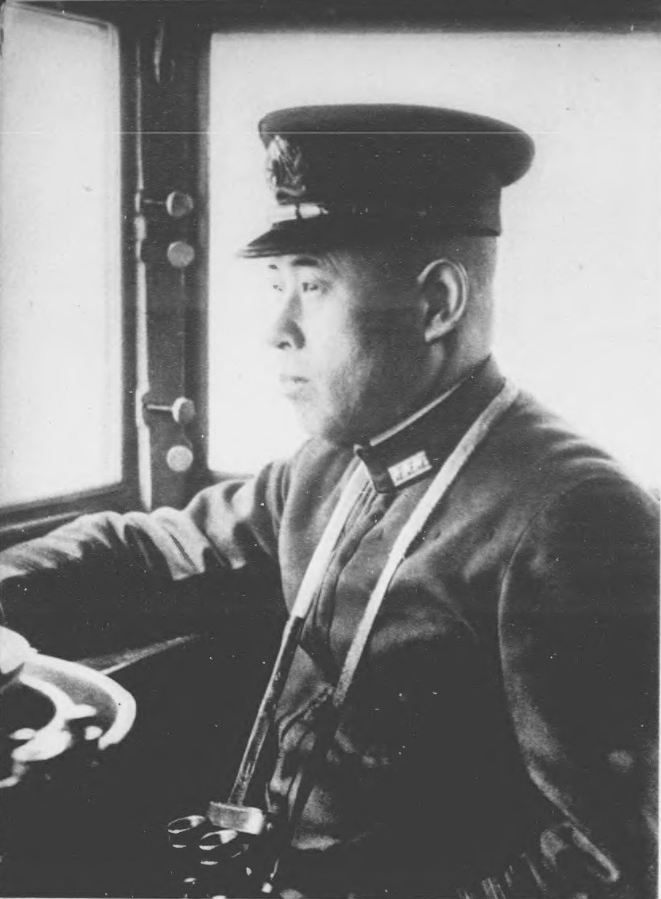
刊登在1941年12月日本画报的照片

在舰队出发前，山本五十六指示，如果美日谈判成功，舰队应立刻返回，有人质疑“开弓没有回头箭”，山本立刻严厉地回答“如果有人不能执行命令，现在就希望他提出辞呈！”正如山本所计划的一般，拥有六艘航母的舰队和约390架飞机的第一航空舰队在1941年12月7日上午对美国发动了偷袭。353架飞机分两波攻击了珍珠港，攻击的成果是一次不折不扣的成功，日军的任务目标是击沉至少四艘美国战列舰，并減弱美军对东南亚的干涉行动至少六个月。美国的航空母舰也是日军的攻击目标，但在珍珠港事件發生時均不在港内。
行动结束后，五艘美国战列舰被击沉，三艘战列舰損傷，另有十一艘巡洋舰、驱逐舰和其他辅助舰艇被击沉或重创。日军的损失仅为29架飞机，另有111架飞机受损。受损的飞机中俯冲轰炸机和鱼雷轰炸机大约各占一半，严重地影响到日军发动第三次攻击的能力。第一航空舰队的指挥官南云忠一海军中将遂下令返航。对于南云既没有搜寻美国航艦进行攻击，也没有进一步对瓦胡岛上的重要战略目标进行补充轰炸，山本在事后深表遗憾。南云当时对美军航艦的位置毫无头绪，而且担心在搜寻美军航艦的过程中他自己的航艦反倒会被美军抢先发现并攻击。此外，他的航空队也缺乏攻击港口设施、乾船塢和混凝土储油罐的适当装备，而摧毁这些建筑对美军的打击不下于击沉战列舰。研究發現，位在珍珠港的大型軍事儲油槽當時若被攻擊，美國軍方將不得不決定將太平洋艦隊退回西岸防守。況且，当日的头两次攻击后，美军会从最初的混乱中反应过来发动反击以及会使宝贵的航空母舰受到损失的担心增加，而南云的驱逐舰已无足够的燃料继续提供护航。虽说事后山本对南云的决定颇有微词，但按照日军绝不在阵前指责将领的传统，山本并未对南云作出任何处罚。
在政治层面上，这次攻击对日本其实毫无益处。由于是一次偷袭，导致美国人民的士气空前高涨，一心复仇。事实上，日本海军自近代化以来早有偷袭的传统，美国人也早料到这一点，但没想到竟是珍珠港遭偷袭。在最意外的地方遭到偷袭，受毁灭性损失而对方卻連基本的宣战动作都没做，这一切皆坚定了美国公众复仇的决心。1941年中，在被当时的日本首相近衛文麿问到开战的后果时，山本作出了如下的著名回答：如果命令他去指挥舰队，「头六个月或一年大约是可以顺利进攻的。但对于第二和第三年的战事，我就毫无信心了」。山本的预测是准确的，事实上日军在战争的头几个月内确实顺利攻取了大量领土和岛屿，直到1942年6月7日在中途岛一败涂地，此后战争的天平开始倾向美方。 
对于阻止美军干涉荷属东印度六个月的战略目标，珍珠港偷袭是成功的，但此次行动其實並無必要，因為随着美军针对日本而修訂的橙色计划，早在1935年就放弃了派遣舰队横跨太平洋驰援菲律宾的意图。到1937年，美军更是确定即使是将海军动员到战时状态都要占用6个月时间，而策划一次横跨太平洋的行动所引致的无数大小事务将占用海军两年的时间去准备。1940年，美国海军作战部长哈罗德·斯塔克制订了“D计划”，这意味着美国一旦参加第二次世界大战，其战略重心将被放在欧洲战场对抗德国和義大利，在太平洋战场将取守势，只要求赫斯班·金梅尔上将的美国海军太平洋舰队把日本海军联合舰队阻拦在东太平洋和澳大利亚商船航线以外便可。何况，如果日本只是进攻东南亚的荷兰与英国殖民地，美国是否愿意因此结束孤立政策参加战争也是未知之数。

## 1941年12月到1942年5月
歼灭了大量美军舰艇后，山本的联合舰队转而参加大日本帝国陆军及日本帝国海军参谋本部策划的战略计划。第一航空舰队在太平洋上大兜圈子，攻击了美国、英国、荷兰、澳大利亚等国的大量目标，包括威克岛、新几内亚、澳大利亚近海、印度洋的锡兰。第11航空战队则在珍珠港偷袭开始后一小时内便将美国第5航空队摧毁在菲律宾的机场上，此后又击沉了英国皇家海军的威尔士亲王号战列舰以及反击号战列巡洋舰。
在山本属下的海军将领小泽治三郎、近藤信竹、高桥伊望等人的指挥下，日军透过以“爪哇海海战”为代表的一系列两栖登陆或水面舰艇交战，将滞留在荷属东印度的美国、英国、荷兰及澳大利亚残余部队一扫而空。日军占领荷属东印度并将菲律宾的美军部队压缩到困守巴丹半岛和科雷希多岛一隅，至此确保了东南亚的重要资源产地。
以超乎想象的效率和极小的损失达成了所有初步战略目标后，日军停止行动以考虑进一步的计划。既然英国和美国都没有谈判的意图，日军开始着重防衛已经到手的占领区，并着眼于进一步进攻以便胁迫一个或更多敌国单独停战。
在这个阶段各类战略计划纷纷涌现，包括向西进攻印度，向南进攻澳大利亚，或向东进攻美国。山本参加了因此引发的辩论，在各种不同观点之间摇摆不定，有时支持某一方仅仅是为了给自己的部队争取利益。
在这些计划中包括了入侵印度或澳大利亚甚至夏威夷的大胆想法，这些浮夸的臆想很快就因陆军身陷中国战场、人手不足，也没有足够運輸来调动部队的事实而遭否决。（日本陆军和海军各有自己的运输船队，互相之间决不配合）。此外，帝国参谋总部提出了一个入侵缅甸，与印度军国主义者联合、并推翻英国统治的计划，以及攻击新几内亚和所罗门群岛以便切断澳大利亚与美国的海上联系。山本则反复提出应当再次向东与美国海军进行决定性战役，将后者完全消灭。较为保守的海军参谋本部并未支持山本的意见。
正在辩论不可开交之际，东京和周边城市遭到杜立特空袭，使参谋军官们意识到了美军航母对日本的严重威胁，迅速倒向山本一方。海军参谋本部授权山本紧接在试图切断澳大利亚与美国联系的战役（珊瑚海海战）后发动中途岛战役（又称MI作战），与此同时夺取阿留申群岛的作战也同步进行。
山本赶工完成中途岛与阿留申群岛的作战计划时，派遣海军少将高木武雄率领一支舰队支援对图拉吉岛、瓜达尔卡纳尔岛，以及巴布亚新几内亚正对澳大利亚的莫尔兹比港的攻击。这支部队包括新组建的第五航空战队，拥有新建的大型航母翔鹤与瑞鹤。
莫尔兹比战役进行得并不顺利。虽然图拉吉岛和瓜岛都被顺利占领，但支援对莫尔兹比的进攻的舰队不得不在5月初回头面对一支美国航母特混编队，即珊瑚海海战。虽然日本以一艘轻型航艦为代价击沉了美国列星頓號，但美军也重创了日军航母翔鹤，迫使其回国修理。同样严重的是，日军的指挥失误和美军的对空砲火使翔鹤与瑞鹤号航母所属的俯冲轰炸机及鱼雷轰炸机损失惨重，这些损失使无伤的瑞鹤也只能一味等待后备的飞行队准备就绪而无法参加中途岛战役。

## 1942年6月，中途岛
山本策劃中途岛作战的意图，在于进一步摧毁美军舰队以便日本海军可以在太平洋岛链上专心巩固防御。山本认为必须尽早进行这类决定性战役。
该战役计劃包括一次远离中途岛方向的作战：派遣第五舰队（包括轻型航艦两艘，巡洋舰五艘，驱逐舰十三艘，运输船四艘）进攻阿留申群岛，空袭荷兰港并进一步入侵基斯卡岛和阿图岛，山本相信这次攻击足以将美国舰队——可能包括航艦——从珍珠港吸引到北方。新近的研究在日语文件资料中发现，这次作战其实是山本为换取海军参谋本部的支持而发动的与中途岛作战平行的作战行动。
当第五舰队攻击阿留申群岛时，第一突击编队（包括舰队航艦四艘，战列舰二艘，巡洋舰三艘，驱逐舰十二艘）将对中途岛发动空袭并摧毁后者的空中力量。上述行动完成后，第二舰队（轻型航艦一艘，战列舰二艘，巡洋舰十艘，驱逐舰二十一艘，运兵船十一艘）将派出5000步兵从美国海军陆战队手中夺取中途岛环礁。
上述对中途岛的占领行动会将美国航艦编队重新吸引向西方，而第一突击编队将设下埋伏将它们歼灭。此后，第一舰队（轻型航艦一艘，战列舰七艘，巡洋舰三艘，驱逐舰十三艘）将与第二舰队的部分兵力会合，共同将剩余的美国海军太平洋舰队兵力聚歼。
为应对突发情况，山本设置了两项预警措施。第一项是派出海军重型水上飞机川崎二式大艇对珍珠港进行远程空中侦察，确保美军航艦正在港内待命，称为“K作战”；第二项是设置潜艇防线，以便在美军航艦前往中途岛时尽早向第一突击编队、第一舰队和第二舰队通报敌方的行动。但实际上，空中侦察行动因故取消，潜艇也延遲到美军航艦舰队已经出击后方才就位。
中途岛战役的作战计劃制定过程充满妥协和匆忙（为赶在对马海峡海战纪念日暨日本海军节当日派出舰队），但在日军看来，计劃本身颇为周详，组织严密，时机掌握得也很好。相对于日军计劃投入决战的四艘舰队航母，二艘轻型航艦，十一艘战列舰，十六艘巡洋舰和四十六艘驱逐舰，美国海军只有三艘航母、八艘巡洋舰和十五艘驱逐舰，可见兵力悬殊。交战双方只在大型航艦数量，可供调动的飞机数量以及潜艇数量上才较为接近。看上去，如果不出意外的话，山本将拥有一面倒的強大优势。
对山本来说非常不幸，确实出了很大的意外。对于指挥官来说最可怕的事莫过于敌人对自己的作战计劃了如指掌，而美国海军密码破译部门恰好做到了这一点。后者早已破译了日本海军D号密码（美军称为JN-25）。结果，美国太平洋舰队司令切斯特·尼米兹海军上将成功地破解了山本设下的两项预警措施并将美方仅有的部队配置在最适合对日军航母实施伏击的位置上。据尼米兹上将计算，他的三艘航母再加上中途岛机场，勉强足够与南云忠一指挥的第一突击编队抗衡。
在五月份接报有日军水上飞机进行骚扰性空袭之后，尼米兹立刻派遣一艘扫雷艇前去守卫日军计劃给参加K作战的水上飞机加油的地点，导致侦察行动取消，山本无法确定美军航艦是否一直在珍珠港裡待命（至今未能明确山本为何派出最早的骚扰性空袭，这次袭击引起了美军的警觉）。尼米兹也提早派遣美军航母离港，赶在山本的潜艇警戒线成型以前进入伏击地点，使山本的所有预警措施归于无效。美军航母专心设伏，没有被日军对阿留申群岛展开攻击所迷惑。山本本以为美军航艦要在数日之后才能赶来救援中途岛，没想到战役开始当天——1942年6月4日——美军便抓住日军航母最脆弱的时机发动攻击，一举击沉了第一突击编队的全部四艘舰队航母。
鉴于航空兵力已经全灭而水面舰艇又尚未为一场舰队决战集结完毕，山本试图重新組織在数量上仍旧强大的舰队来埋伏美军舰艇。但是他原来的计劃将水面舰艇配置得过于远离中途岛，而且美军指挥官雷蒙德·斯普鲁恩斯海军中将基于一份来自美国潜艇USS TAMBOR（SS-198）的错误报告，以为日军仍要进攻中途岛，谨慎地早早向东撤退而并未中伏。斯普鲁恩斯并不知道日军阵列中拥有包括大和号在内的数艘战列舰，如果在中途岛进行夜战他的航母和巡洋舰将处于不利的位置。不过，向东退却确实防止夜战的发生。此时山本准确地判断他已没有胜算，遂宣布放弃占领中途岛的任务并全军撤退。这次失败使山本持续六个月的成功历程告一段落，日军的扩张也到此为止。
山本的中途岛作战此后广受指责。批评意见认为山本违反了军事作战“集中兵力”的基本原则，而且作战计劃过于复杂。但也有意见指出盟军也实施过复杂程度不相上下的作战而且获得成功(如MB8作战英军将舰队编成六部)，并将失败的原因归咎于美军破译日军密码，在事先已对山本的计劃洞燭先機。仍有人认为假如山本的布置没有使得南云手上没有足够侦察兵力，便可以抵消美军破译密码并埋伏航母所获得的优势。其实最关键的是临敌侦察方面，如果临时侦察够充分南云就有可能胜利，对此制订侦察计划的吉冈忠一战后反省说当初不应当为了节约攻击机而压缩侦察兵力的。草鹿龙之介，源田实和渊田美津雄也在后来反省说应当及早采用二段侦察法。。在中途岛时的侦察方案是日本海军长年的标准做法，可见病根在于整个日本海军自身。

## 中途岛之后
中途岛战役的失败阻碍了日军的推进，但日本海军仍拥有相当实力，还有重新获得主动权的机会。他们制定了“FS作战”试图占领萨摩亚群岛和斐济以便切断澳大利亚与美国的联系，如此一来便可削弱道格拉斯·麦克阿瑟上将和他的美澳联合部队所带来的威胁。于是，山本和他的对手欧内斯特·金海军上将都将注意力转向瓜岛上的机场。
金上将向美国参谋长联席会议建议立刻对日军发动反击，避免日军重新掌握主动权。于是，1942年8月美国海军陆战队突袭瓜岛并将该处的日军击溃，由此引发了一场持续到1943年2月的长期消耗战，将日本拖得苦不堪言。
为避免影响联合舰队的士气，山本并未辞去指挥职务，而是降级以示处分。但是由于中途岛战役的失败，海军参谋本部再也不愿接受他那些赌博式的进攻构想。于是山本只好去专心执行他在战前曾经反对的防御性决战计划。
瓜岛被占据时，日军正过度扩张，意图在防衛中太平洋防线的同时攻取新幾內亞、准备FS作战。为了兼顾新几内亚作战和瓜岛战役，FS作战被放弃了。日军的过度扩张导致他们持续地缺乏运輸，缺乏部队，而陆军与海军之间仍旧难以配合。
山本指挥联合舰队实施了几次迟滞美军行动的作战，但造成的损失却是他难以承担的。在9、10月间，为支援在瓜岛作战的陆军部队，爆发了两场由山本亲自指挥的航艦交战：东所罗门海战和聖克魯斯群島戰役，并在11月爆发了一连两次被称为瓜达尔卡纳尔海战的惨烈夜战。由于陆军无法顺利达成目标，每次作战计划都遭到扰乱。山本指挥联合舰队对美军造成了严重的损失，但他所期待的决定性战役则一直没有发生。结果，日本海军航空兵的精锐被逐渐消耗殆尽。
在上述航母交战中日军航母俯冲轰炸机及鱼雷轰炸机损失惨重，使日军更严重地缺乏舰载机机组。在受到良好训练的补充飞行员这方面日军无法与美军抗衡，而且无论是陆基还是舰载飞行员的素质都在下降。但是更为有害的，则是在东京快车行动中丧失了大量的驱逐舰。日军本已感觉到这类轻型作战舰艇数量不足，瓜岛战役中的损失则令日军商船队的护航力量进一步削弱。1943年2月瓜岛被美军完全占领，日本海军再无多余力量在所罗门群岛发动大规模行动。山本将争夺制空权的任务从伤亡殆尽的航母航空队转到陆基海军航空兵部队身上。

## 阵亡

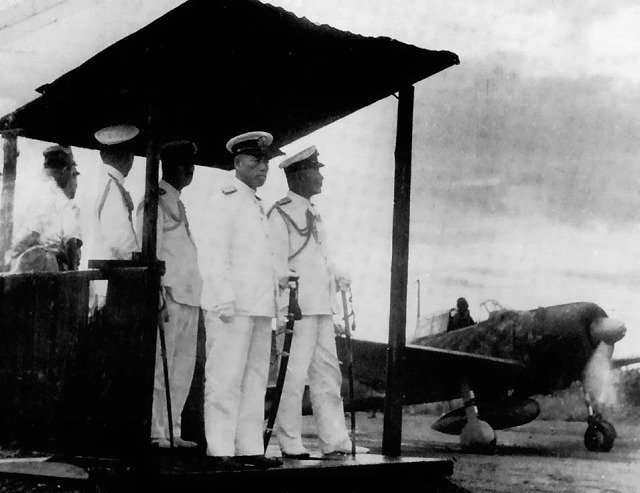
い号作战时，山本五十六和宇垣缠参谋长在拉包尔机场目送战机出击。

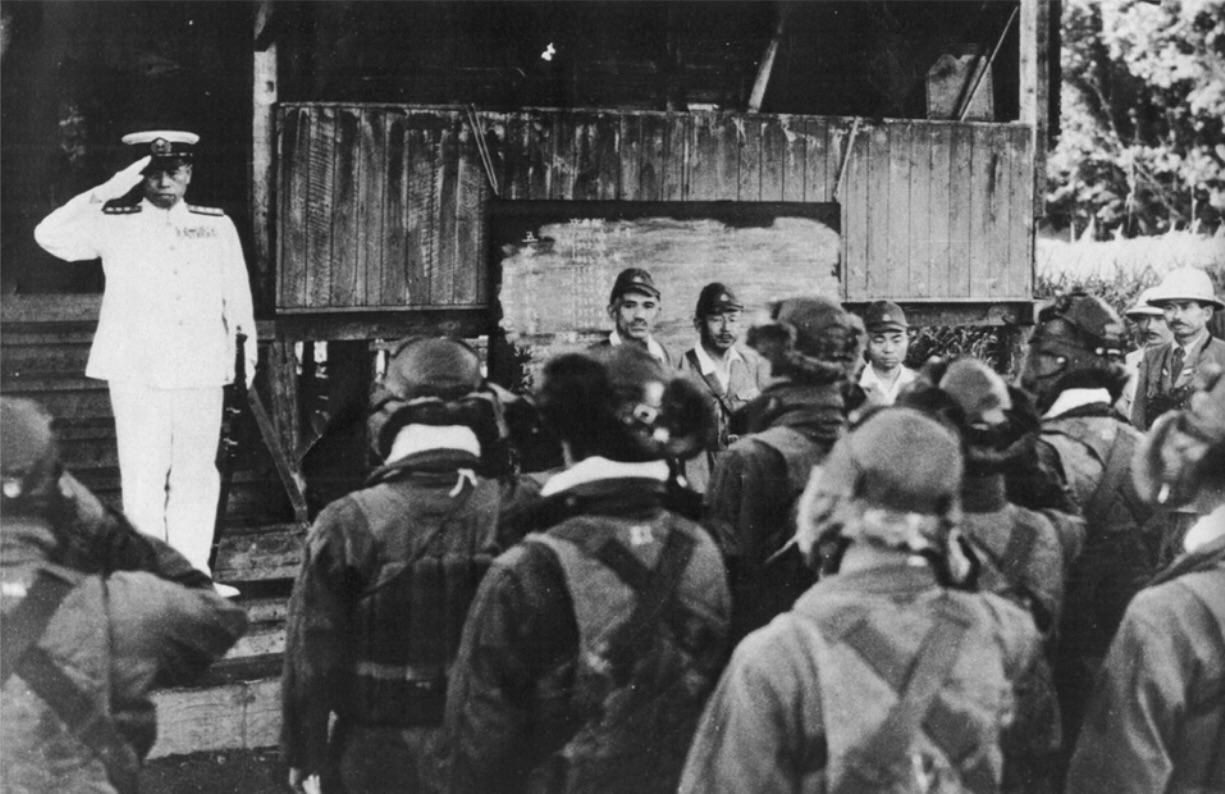
山本五十六阵亡前最后一张照片，1943年4月18日。

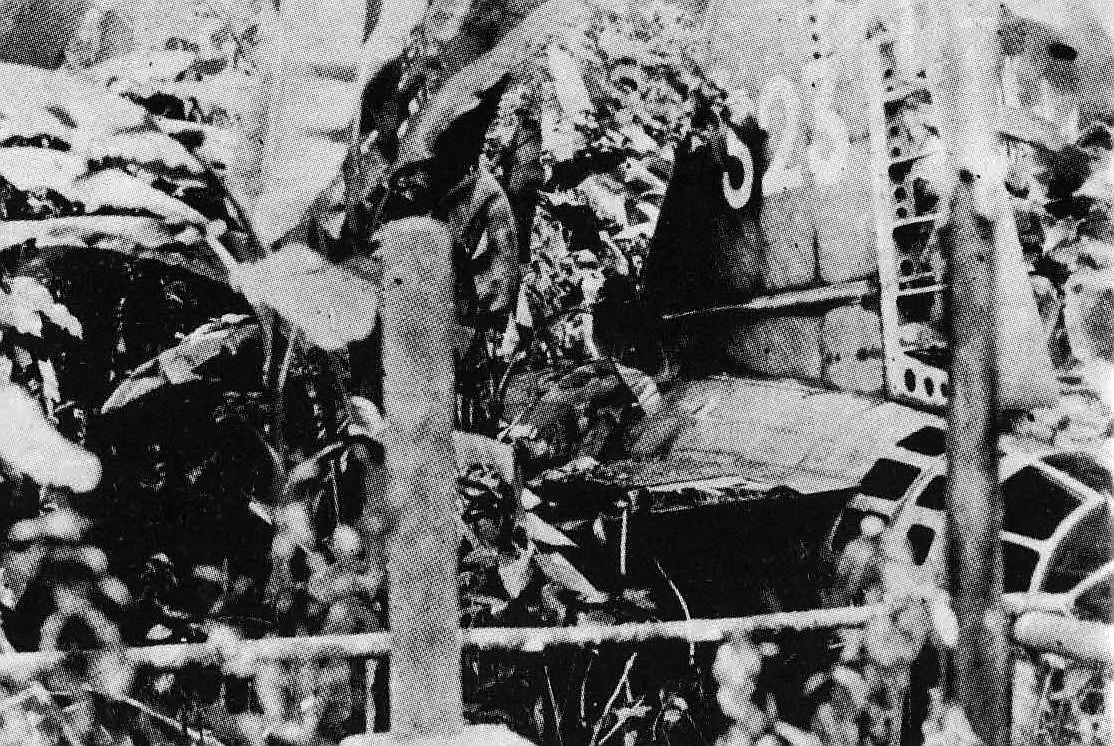
在布干维尔岛被击落的山本五十六的座机。

在瓜島戰役失敗後，山本決定前往南太平洋前線視察以便鼓舞士氣。1943年4月14日，代號“魔術”的美國海軍情報部門截獲並破譯了包含山本行程詳細資訊的電文，包括到達時間、離埠時間和相關地點，以及山本即將搭乘的飛機型號和護航陣容。上述電文顯示山本將從拉包爾起飛前往所羅門群島布幹維爾島附近的野戰機場，時間是1943年4月18日早上。
美國總統羅斯福命令海軍部長弗蘭克·諾克斯“幹掉山本（Get Yamamoto）”。諾克斯授意尼米茲海軍上將執行羅斯福的命令。尼米茲與南太平洋戰區指揮官小威廉·海爾賽商討後，在4月17日批准了攔截並擊落山本座機的刺殺任務。
一个中队的P-38闪电式战斗机受命执行拦截任务，因为只有这种飞机才有足够的航程。18位从三支不同部队精选出来的飞行员被告知他们即将拦截一名“重要的高级军官”，但并未得知具体姓名。
4月18日早晨，山本不顧當地指揮官關於遭伏擊風險的勸告，搭乘一架三菱一式陸攻快速運輸機與另一架隨行的三菱一式陸攻從拉包爾按時起飛，計畫飛行315分鐘。不久，18架加掛副油箱的P-38式戰鬥機從瓜島機場起飛。經過430英里無線電靜默的超低空飛行，有16架到達目標空域。東京時間9點43分，雙方編隊遭遇，6架護航的零式戰鬥機立刻開始與美機纏鬥。
列克斯·巴伯中尉攻擊了兩架一式陸攻中的第一架，事後證明是機號T1-323的山本座機。他不斷射擊該敵機直到後者左引擎開始冒出黑煙。在巴伯轉而進攻另一架運輸機時，山本的座機墜落到叢林中。
山本座機的墜落地點位於此前澳大利亞海岸巡邏隊在布因島的據點以北，第二天有一支日軍搜救小隊找到了這個地點，帶隊的是日軍工兵中尉濱砂。據濱砂中尉回憶，山本的遺體位於飛機殘骸之外的一棵樹下，仍舊坐在座椅之上，戴著白色手套的雙手拄著他的日本刀。濱砂說他當場就認出了山本，海軍大將的頭微微低下猶如陷入沉思。解剖報告顯示山本身上有兩處槍傷：一發子彈自身後穿透他的左肩，另一發子彈從他的下頜左後方射入，從右眼上方穿出。即便有此報告為證，關於山本是否從墜落中生還一直都有爭議。
為防止日軍得知自己的密碼已洩露，美國新聞媒體獲知所羅門群島當地人的海岸觀察站目擊到山本登上一式陸攻。新聞媒體也沒有公開大部分參與刺殺行動的美軍飛行員的名字，因為其中一人的兄弟當時是日軍戰俘，有被虐殺的可能。
這次任務成為二次大戰中持續時間最長的戰鬥機攔截任務。在日本，山本陣亡的事件被稱為“海軍甲事件”。日本當局一直拖到1943年5月21日才公佈山本的死訊，朝野震驚。對於被宣傳機構矇騙，因为日軍自開戰以來不斷高歌猛進的日本民眾來說，山本之死所造成的精神打擊是難以估量的。日本政府也因此被迫承認美軍的戰爭能力正在迅速恢復，甚至開始反擊。
山本的遺體在布因島被火化，他的骨灰由他最後的旗艦——武藏號戰列艦運回東京。山本於1943年6月5日獲得國葬待遇，葬儀委員長由米內光政擔任。同時，山本被追授元帥軍銜、大勳位菊花章。稍早（5月27日），德國也宣佈追授山本橡葉雙劍騎士鐵十字勳章，在獲頒這一勳章的159人之中，只有山本不是德國人。他的部分骨灰被葬在東京多摩靈園，剩下的部分則運回家鄉長岡市安葬。

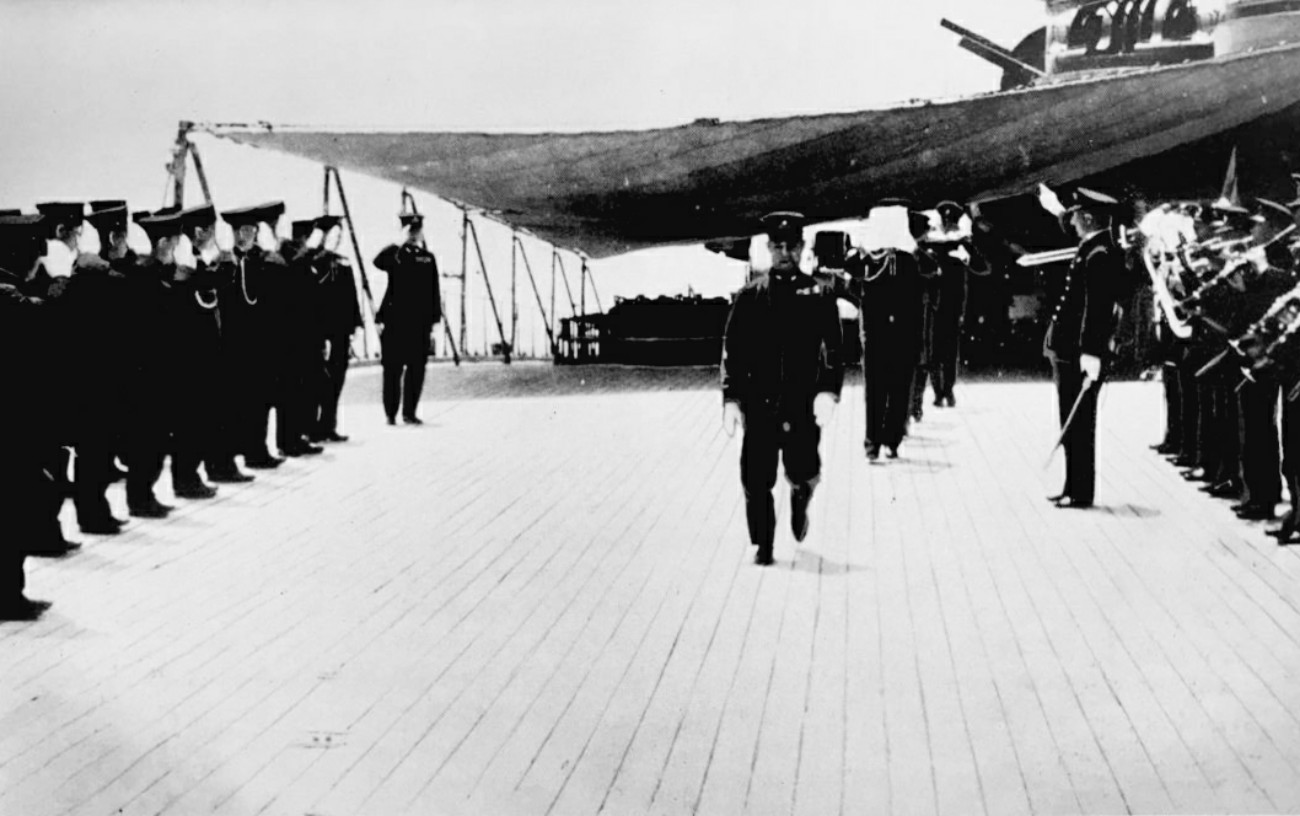
山本五十六骨灰由武藏号战列舰运回日本,1943年5月23日
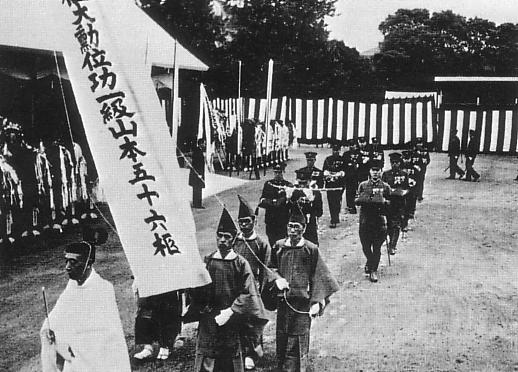
在东京举行的山本五十六国葬仪式
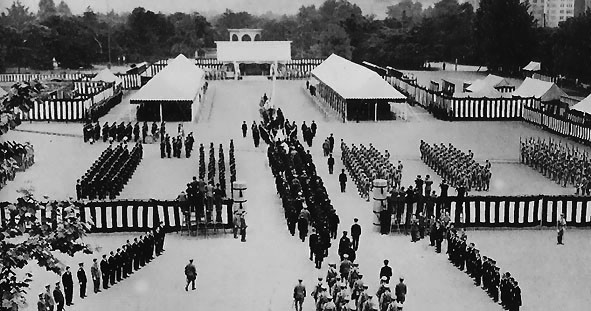
在东京举行的国葬遊行，1943年6月5日
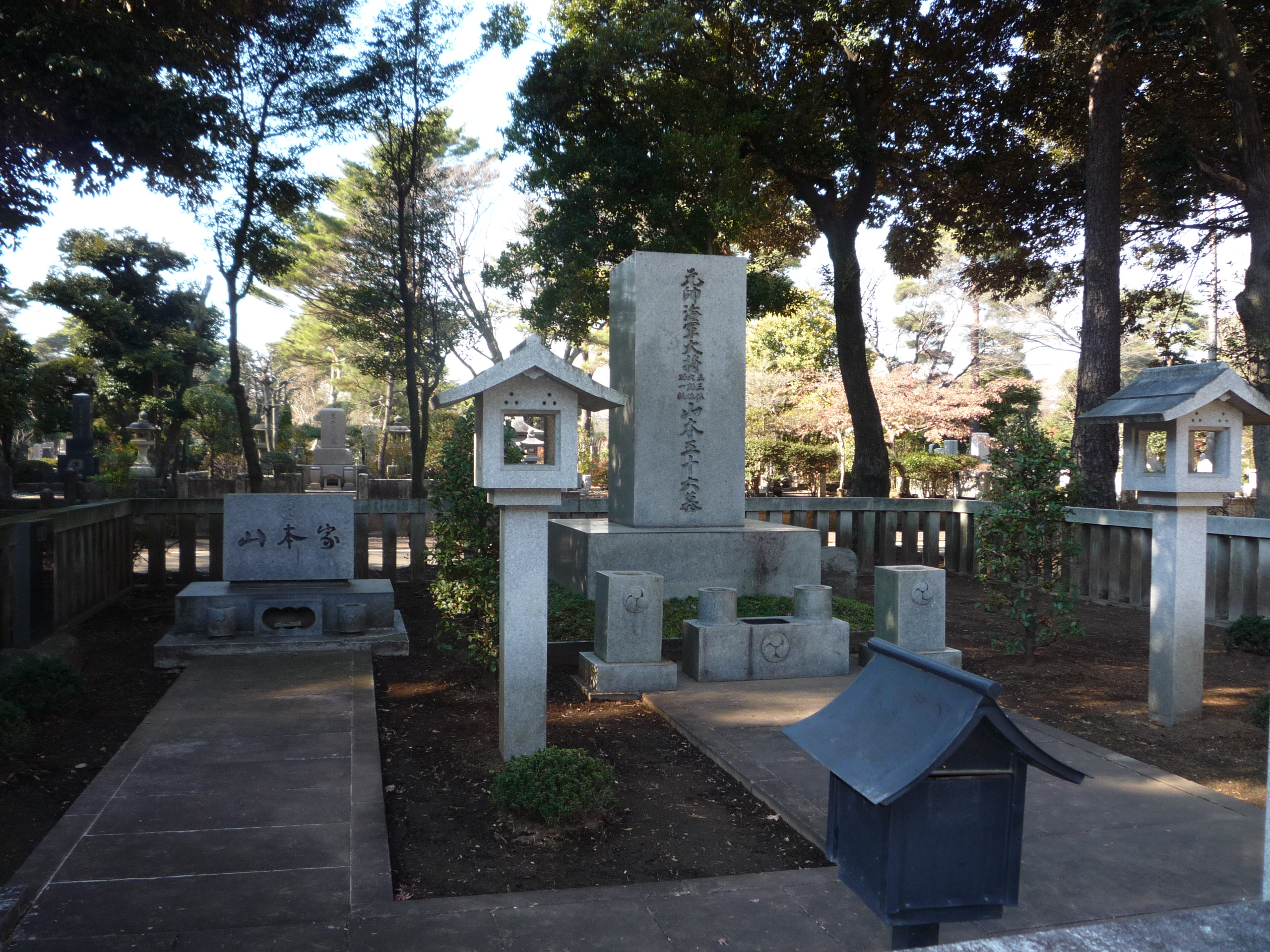
山本五十六的坟墓在东京的多摩霊園

## 个人生活
- 山本在中学时代尊敬的人是本杰明·富兰克林。当时他使用的记事本上题有“不乱苦林”（富兰克林的日语谐音）四字。

- 与其他日军指挥官所持有的强硬外表不同，山本喜欢练习书法，与嗜吃木瓜。山本身高不足1米6，比其他軍官略矮一點（雖然日本軍人平均不過1米65）。

- 在舊日本海軍當時是出了名的赌博爱好者，将棋、台球、桥牌、麻将、扑克皆有涉猎。山本经常说的一句戏言便是退役后要到摩納哥去开一家自己的赌场，赚光世上闲人的钱。当裕仁天皇对赌博式的偷袭珍珠港计划提出疑问时，永野修身如此解释：“因为山本最擅长赌博了”

- 山本喜欢与艺伎交际，引致一些争议。[34]据其正妻山本礼子在1954年向公众披露，山本很喜欢亲近艺伎河合千代子，日本军部还奉山本命令常去代看。山本自己在信中说：“这里有很多来自各方的信件，但让我每天都迫不及待期待着的，只有千代子的来信。”，山本被射死后，他的葬礼队列从千代子的窗前经过，海军部將在整理山本遗物時发现的1600日元（當時日本海军大將月薪為550日元）送给了千代子作封口费，並要求河合千代子根據當時日本世俗的征夫守节殉葬自杀——但她拒绝了。[35]在42年5月他写信给千代子说将出一次大任务，战后又不顾给全体海军发的缄口令，将近况写在名片上交给千代子，这些都被批评为泄漏机密。1989年，活到近九十岁的千代子自然死亡，按遗愿与山本留下的头发合葬。

- 1939年当海军次官时拨款让科学家进行将水变成石油的实验，受到一宫义之的反对时说“你们这些浅薄的头脑是不能跟上深远的科学发展的。”结果只是一场骗局。[36]

- 在华盛顿军缩谈判时，给咖啡加很多糖，同行者问“你很爱吃甜食吗”时回答，“我要尽可能消耗（敌国）美国的物资”。

- 千早正隆和石渡幸认为山本有躁鬱症，在珍珠港袭击时是躁态，在中途岛时是鬱态。

- 山本死后有人提出建立他的神社，但是米内光政和井上成美和堀悌吉反对，说“山本最讨厌的是被人当成神，他一定不会高兴的。”于是作罢。[37]

- 老部下南乡茂章战死，他访问遗族时哭倒在地。长年带着写有战死部下名字的笔记。 [38]

- 山本五十六已婚，與妻子山本禮子育有四個子女，其中長子山本義正（1922-2014）曾著《我的父親山本五十六》，是一本介紹山本五十六的人物傳記。

## 评論
山本五十六一般被认为是当时大日本帝国海军中最有能力的指挥官之一，他的主要功绩包括对海军编制和战术的显著改进。同时，他也因为一连串的失败战役遭受指责。山本與石原莞爾等當代務實考慮日本國力有限的部分軍官相同，因此山本反对入侵中国东北、与中国爆发全面战争、簽署加入三国同盟条约（和德國、義大利同盟），特別是与美国交战。在1930年以海军少将身份参加伦敦海军会议时，山本仍持有扩张海军的观点，曾当众对以财政原因主张裁军的大藏省官员賀屋興宣大骂“賀屋闭嘴，否则别怪我动手打人”。一種觀點說：“山本回国后目睹民众热烈欢迎谈判使团的场面受到触动，以此为契机产生了反战的观点。”
由于山本曾长年在美国任职并就读于哈佛大学而了解美國國力並非日本可比。对于盟友德國山本并不寄予厚望，不过在死后仍获德国颁发橡叶双剑骑士铁十字勋章。山本准确地预测到航空母舰在太平洋战争中的主力地位，还创造了将六艘大型航艦集中使用的用兵思路（但事實上提出如此用兵理論的人是小澤治三郎而不是山本）。另外，山本经常委任属下有能力的参谋军官如源田实制定战役计划。
渊田美津雄认为山本将大和号闲置在离战场很远的地方是巨大错误，还特别猛批了伊号作战中把刚重建的舰载机部队投入陆上消耗战的作法，认为山本是一个平庸之人。
山本被认为任人过于看重私交，典型的例子就是黑島龜人和宇垣缠。他在重要的问题上一向信任黑岛。松田千秋任大和舰长行礼时，宇垣说：“虽然我是参谋长，但只是摆设，一切都是山本和黑岛说了算。”
山本指挥下的联合舰队拥有明显的弱点，例如缺乏护航的商船队在美国海军潜艇部队的拦截下伤亡惨重，导致日军后勤线中断，时常缺乏战略资源；亦曾因日本海军的密码被美军破译，这直接引致了山本一生之中最大的败绩——损失四艘航艦和228架飞机的中途岛海战。美国海军歷史专家莫里森直接称攻击中途岛是“愚蠢之举”。
1945年8月15日玉音放送后，海軍兵学校監事長大西新藏中将当着全体学生的面说“中途岛之役戰败時，山本元帥應该切腹的。”认为山本的温情主义（指不处罚南雲忠一）和情报战败北是很大的错误。

## 勋章
- 旭日桐花大绶章
- 功一级金鵄勋章
- 功二级金鵄勋章
- 德国鹰大十字勋章（德语：Verdienstorden vom Deutschen Adler）

## 流行作品中的登場
多部电影中出现了山本五十六的形象。其中最出名的是1970年电影《虎！虎！虎！》中对珍珠港事件交战双方人物的塑造。影片中由日本演员山村聪饰演山本五十六大将，表现了后者计划偷袭的过程。 劇中山本五十六评論珍珠港事件时说出一句著名台词：
|  | 我恐怕已唤醒了一个沉睡的巨人，他现在正怒不可遏。 |

实际上并无证据表明山本确实说过这句话，尽管制片方声称该发言乃是史实。 
1960年电影《英勇時刻》描述了山本大将与威廉·哈尔西海军中将从瓜岛战役直到山本战死之间的一连串交锋。
1976年电影《中途岛之战》中由著名演员三船敏郎饰演山本五十六，影片表现了山本从计划袭击中途岛到眼见所有航艦损失殆尽的一系列过程。此前，1968年，三船敏郎也在东宝电影《连合舰队司令长官 山本五十六》中饰演山本。
1985年倪匡筆下科幻小說衛斯理系列之一《搜靈》中，虛構了「天國號事件」。小說中稱「天國號」為日本二戰時，秘密建造的巨型戰艦，建造目的是為了復興帝國，作為最後的戰力。為了讓山本五十六大將轉為「天國號」指揮官，日本軍方更故意執行「假死作戰」，使山本五十六大將的作息表為美國情報單位所知，使山本五十六座機在新幾內亞索羅門群島上空被伏擊，而轉任為天國號的指揮官。然而日本意外因兩顆原子彈而投降，當日本宣佈投降時，山本五十六海軍大將從機密調頻上收到一個秘密訊息，下令天國號艦上官兵集體殉國，而死前將會有人來「視察」他們的靈魂，結果，天國號絕大部份船員，被一個巨大光環殺死。

2001年的美國電影《珍珠港》。虽然影片主题是美国军人的三角恋，片中也出现了数个描写山本策划袭击珍珠港的镜头。该片中山本五十六的扮演者，日裔美籍演員岩松信曾获得奥斯卡奖提名。电影中山本的著名台词是：“不战而屈人之兵，善之善者也”。
山本五十六也时常出现在日本的架空历史动漫作品中，例如2004年动画《次元舰队》，一艘海上自卫队雪波級神盾巡洋艦“未来”号穿越时间被编入山本所指挥的联合舰队。1993年OVA《紺碧舰队》中，山本在被美军飞机击毙后，意识回到1905年日本海海战结束后的高野五十六身上，关于二战的记忆仍然保留。
山本五十六的形象也被引入到了遊戲内。
2017年8月10日，山本五十六加入了戰爭網路遊戲《戰艦世界》的0.6.9版本 （页面存档备份，存于）中，是完成永久戰役 （页面存档备份，存于）后給予的獎勵。在遊戲中，山本五十六作爲日本海軍傳奇艦長，擁有獨特的艦長技能加成。

## 知名電影扮演者
- 大河內傳次郎（1953年，東寶，『太平洋之鷲』）
- 佐分利信（1956年，新東寶，『軍神山本元帥與聯合艦隊』）
- 龍崎一郎（1959年，新東寶，『大東亞戰爭與國際審判』）
- 後藤武一（1960年，美日合拍，『山本元帥對哈爾西將軍 太平洋染紅之時』）
- 藤田進（1960年，東寶，『太平洋之嵐』）
- 三船敏郎（1968年，東寶，『聯合艦隊司令長官 山本五十六』）
（1970年，東寶，『激動的昭和史 軍閥』）
（1976年，環球，『中途島』）
- 島田正吾（1968年，大映，『啊！海军』）
- 山村聰（1970年，20世紀福斯，『虎!虎!虎!』）
- 小林桂樹（1981年，東寶，『聯合艦隊』）
- 丹波哲郎（1984年，東寶，『零戰燃燒』）
- 役所廣司（2011年，東映，『聯合艦隊司令長官 山本五十六』）
- 館廣(2019年, 『阿基米德大戰爭』)
- 豐川悅司（2019年，中央城邦娛樂、星光文化娛樂、街道娛樂，『決戰中途島』）

香取慎吾 倫敦的山本五十六